# Collector, New South Wales
Collector är en ort i Australien. Den ligger i regionen Upper Lachlan Shire och delstaten New South Wales, i den sydöstra delen av landet, omkring 200 kilometer sydväst om delstatshuvudstaden Sydney. Antalet invånare är 326.
Trakten är glest befolkad. Det finns inga andra samhällen i närheten.